# Elettra Callery-Viviani
Elettra Callery-Viviani (Torí, 1861 - 24 de maig de 1935) fou una soprano italiana.
Es va formar en música i declamació a l'Istituto Musicale de Florència i va estudiar cant sota la guia del mestre Grazzini. El seu debut operístic va tenir lloc el 1880 al teatre Civico de Càller, on va interpretar el paper de Cecilia a l’òpera Il Guarany. Un cop retirada dels escenaris, va fundar una escola de cant a Milà, on va impartir classes a nombrosos alumnes. Va arribar a ser una professora respectada i va tenir alumnes destacats com la soprano Claudia Muzio i els tenors Alfredo Cecchi o Ivo Zaccari.
La temporada 1886-1887 va cantar al Teatre Circ Barcelonès.